# Giovanni Mongini
Giovanni Mongini, né à Quartesana (Ferrare) le 14 juillet 1944, est un auteur et critique italien du cinéma de science-fiction.

## Publications
- (it) Storia del cinema di fantascienza (2 volumes), Rome, Fanucci, 1976-1977[2].